# Bonnut
Bonnut település Franciaországban, Pyrénées-Atlantiques megyében. Lakosainak száma 801 fő (2022. január 1.). Bonnut Amou, Arsague, Bonnegarde, Tilh, Orthez, Saint-Boès, Saint-Girons-en-Béarn és Sallespisse községekkel határos.

## Népesség
A település népességének változása:
| Lakosok száma | 674  | 737  | 758  | 780  | 774  | 782  | 794  | 813  | 827  | 801  |
|               | 2010 | 2013 | 2015 | 2016 | 2017 | 2018 | 2019 | 2020 | 2021 | 2022 |